# Dulce Nombre
Dulce Nombre é um município de Honduras, localizado no departamento de Copán.